# Saint-Jean-Lespinasse
Saint-Jean-Lespinasse è un comune francese di 457 abitanti situato nel dipartimento del Lot nella regione dell'Occitania.

## Società

### Evoluzione demografica
Abitanti censiti